# Ophiusa praetermissa
Ophiusa praetermissa är en fjärilsart som beskrevs av W. Warren 1913. Ophiusa praetermissa ingår i släktet Ophiusa och familjen nattflyn. Inga underarter finns listade i Catalogue of Life.

## Bildgalleri

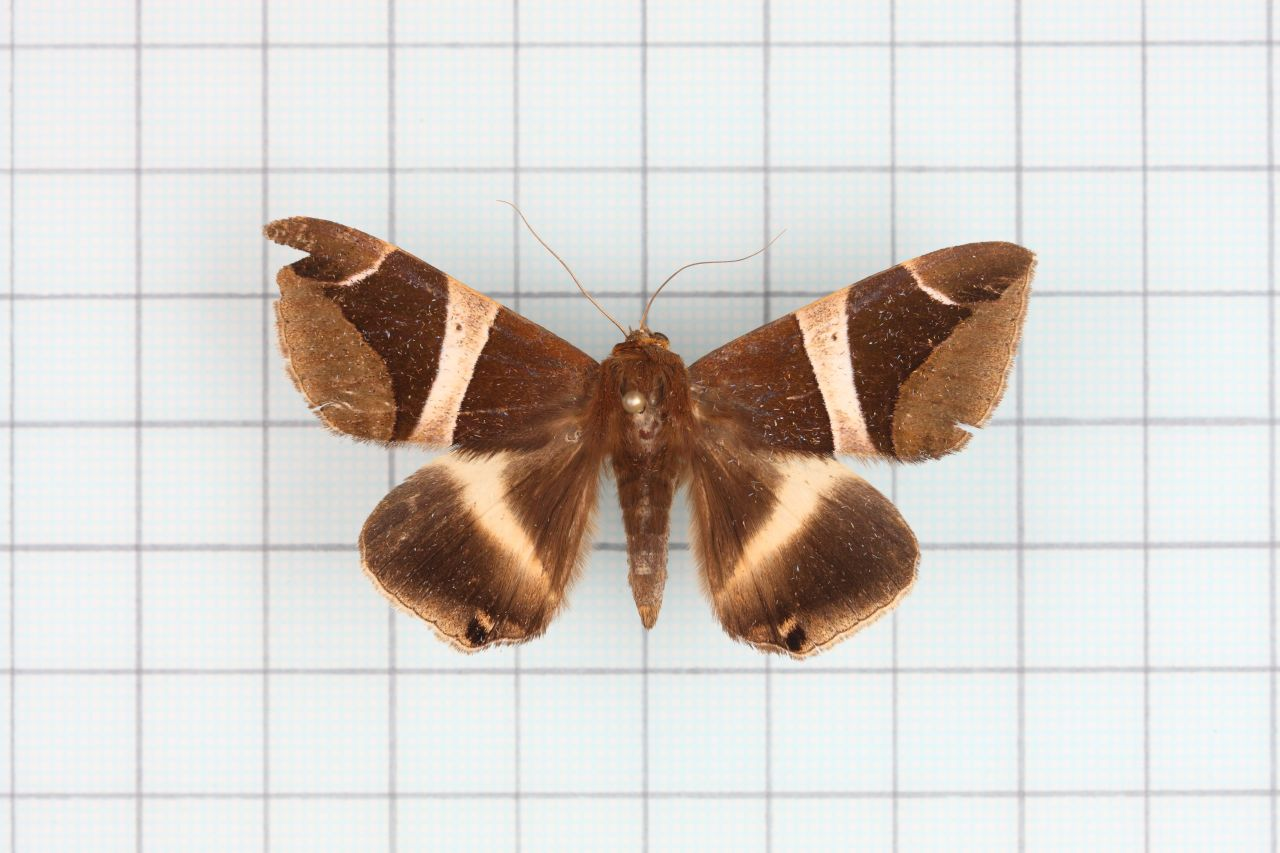